# Жилкин, Дмитрий Васильевич
Дмитрий Васильевич Жилкин (1907—1966) — советский офицер, участник Великой Отечественной войны, командир 4-й стрелковой роты 231-го гвардейского стрелкового полка 75-й гвардейской стрелковой дивизии 61-й Армии 1-го Белорусского фронта, гвардии старший лейтенант, Герой Советского Союза (1945).

## Биография
Родился в 1907 году в дер. Кучиново ныне Воскресенского района Нижегородской области в крестьянской семье. Окончил сельскую школу, работал с 15 лет. В 1928 избран председателем райкома профсоюза сельхозрабочих. В 1929-32 годах отслужил срочную службу. Окончил полковую школу. С 1938 года — парторг станции Иркутск-Сортировочная.
В 1941 году призван в Красную Армию, окончил Иркутское военно-политическое училище. На фронтах Великой Отечественной войны с 25.05.1942 года. Тяжело ранен 17.5.42 в боях под станицей Клетская и легко ранен 10.1.43 под Сталинградом.
Командир 4-й стрелковой роты 231-го гвардейского стрелкового полка 75-й гвардейской стрелковой дивизии гвардии старший лейтенант Жилкин особо отличился в ходе Варшавско-Познанской наступательной операции при прорыве сильно укрепленной и глубоко эшелонированной обороны противника на реке Висла южнее Варшавы 14 января 1945 года. Рота под командование Жилкина захватила траншеи противника и, уничтожив десятки гитлеровцев, огнём обеспечила продвижение вперед подразделений полка.
Указом Президиума Верховного Совета СССР от 27 февраля 1945 года за образцовое выполнение боевых заданий командования на фронте борьбы с немецкими захватчиками и проявленные при этом отвагу и геройство гвардии старшему лейтенанту Жилкину Дмитрию Васильевичу присвоено звание Героя Советского Союза с вручением ордена Ленина и медали «Золотая Звезда».
В ходе Берлинской наступательной операции Жилкин Д. В. участвовал в форсировании реки Одер, был награждён орденом Красной Звезды. В наградном листе командир 231-го гвардейского стрелкового полка 75-й гвардейской стрелковой дивизии гвардии подполковник Залялов написал
:

В боях на 1-м Белорусском фронте при форсировании реки Одер и при захвате плацдарма на его западном берегу в районе Ной-Альт-Глицен 17 апреля 1945 года умело командуя ротой под сильным артминомётным огнём без потерь личного состава и техники переправился на западный берег и закрепился. 
Войну Жилкин Д. В. закончил 3 мая 1945 года с выходом 75-й гвардейской стрелковой дивизии к реке Эльба южнее города Виттенберге (земля Бранденбург, севернее Берлина).
После войны демобилизовался, жил в городе Иркутск, работал заведующим строительным отделом райисполкома Иркутской области, заведующим техническим кабинетом станции Иркутск-Сортировочная.
Умер 3 ноября 1966 года. Похоронен в Иркутске на Ново-Ленинском кладбище.

## Награды
- Медаль «Золотая Звезда» № 5231 Героя Советского Союза (27 февраля 1945 года).
- Орден Ленина.
- Орден Красной Звезды.
- Медали.

## Память
- На здании железнодорожного вокзала станции Иркутск-Сортировочный установлена мемориальная доска с именами Героев[5][6].